# Жиглэг-Гол
Жиглэг-Гол или Джиглэг-Гол (Джиглиг-гол) — река в северной части аймака Хувсгел на севере Монголии. Течёт по территории сомона Рэнчинлхумбэ. Впадает в озеро Хубсугул, относящееся к бассейну Селенги.
Длина реки составляет 10 км. Максимальный расход воды около устья — 35,5 м³/с. Уклон реки — 47,5 м/км. Площадь водосборного бассейна — 41 км².
Жиглэг-Гол начинается на северных склонах горы Джиглэг-Ула, высотой 2524 м. От истока течёт на север и поворачивает на восток около перевала Джиглэгийн-Даба; в низовье течение смещается к юго-востоку и распадается на рукава. Впадает в Хубсугул с западной стороны на высоте 1645 м над уровнем моря, к северу от прибрежного озера Мараны-Нур, располагающегося на небольшом полуострове напротив острова Далайн-Модон-Хуйс.